# APOBEC2
APOBEC2‏ (Apolipoprotein B mRNA editing enzyme catalytic subunit 2) هوَ بروتين يُشَفر بواسطة جين APOBEC2 في الإنسان.